# Parafia św. Jana Nepomucena w Wilkowie
Parafia św. Jana Nepomucena w Wilkowie – parafia rzymskokatolicka, terytorialnie i administracyjnie należąca do diecezji zielonogórsko-gorzowskiej, do dekanatu Głogów – św. Mikołaja. W parafii posługują księża diecezjalni. Proboszczem parafii od 2022 jest ks. Grzegorz Niedźwiedź.